# Mar de Riudecanyes
Mar de Riudecanyes és una urbanització que es va construir als voltants de l'any 1970, al costat del pantà de Riudecanyes, a la localitat del mateix nom. Té vistes al pantà, en el que es fan activitats esportives.